# 3,5,5-Trimethylhexansäure
3,5,5-Trimethylhexansäure ist eine chemische Verbindung aus der Gruppe der Carbonsäuren.

## Gewinnung und Darstellung
3,5,5-Trimethylhexansäure kann durch Oxidation von Isononylaldehyd gewonnen werden, das seinerseits aus Diisobuten gewonnen wird. Dabei entsteht ein Gemisch isomerer, verzweigtkettiger Carbonsäuren mit neun Kohlenstoffatomen, Isononansäure genannt, das zu mehr als 90 % aus 3,5,5-Trimethylhexansäure besteht.

## Eigenschaften
3,5,5-Trimethylhexansäure ist eine wenig flüchtige, farblose Flüssigkeit mit schwachem Geruch, die schwer löslich in Wasser ist. Ihre wässrige Lösung reagiert sauer.

## Verwendung
3,5,5-Trimethylhexansäure wird als Zwischenprodukt für Metallsalze, Säurechloride, Ester und andere Materialien verwendet, die viele Anwendungsmöglichkeiten besitzen.

## Sicherheitshinweise
3,5,5-Trimethylhexansäure wurde 2016 von der EU gemäß der Verordnung (EG) Nr. 1907/2006 (REACH) im Rahmen der Stoffbewertung in den fortlaufenden Aktionsplan der Gemeinschaft (CoRAP) aufgenommen. Hierbei werden die Auswirkungen des Stoffs auf die menschliche Gesundheit bzw. die Umwelt neu bewertet und ggf. Folgemaßnahmen eingeleitet. Ursächlich für die Aufnahme von 3,5,5-Trimethylhexansäure waren die Besorgnisse bezüglich Exposition von Arbeitnehmern sowie der möglichen Gefahr durch reproduktionstoxische Eigenschaften. Die Neubewertung wurde zurückgezogen.